# Черёмуховка
Черёмуховка — село в Прилузском районе, Республики Коми. Административный центр сельского поселения Черёмуховка.

## Население
| 2010 |
| ---- |
| 1062 |

## География
Черёмуховка — село на правом берегу реки Летки, в 112 км от села Объячево.

## История
Деревня Черёмуховка возникла после 1678 года. Упоминается в переписной книге 1710 года, на тот момент имелось 5 дворов и 17 жителей. Первые жители деревни имели фамилии Рубцовы, Косолаповы, Ивановы, Перминовы, Плеховы. По данным 1722 года было 9 дворов и 56 жителей, носивших фамилии Иванов, Рубцов, Косолапов, Лобанов, Перминов, Плехов, Дудников, Матоков, Аралов. По сведениям 1853 года, в деревне Черёмуховской, располагавшейся «по обеим сторонам… столбовой дороги (из Слободского в Лальск) и лога безымянного и в недальнем расстоянии от реки Моломы» было 69 дворов и 264 жителя (134 мужчин и 130 женщин). В 1862 здесь построили деревянную часовню. В 1876 в деревне насчитывалось уже 100 дворов и 575 жителей. В 1912 году в селении имелась земская школа. Согласно переписи 1926 года, было 141 дворов и 708 жителей (331 мужчин и 377 женщин); в 1939 году — 788 жителей (375 мужчин и 413 женщин).
В 1928 году в деревне был образован колхоз, позднее получивший имя Кирова. В 1960-х годах в ходе укрупнения колхозов колхоз имени Кирова стал Черёмуховским отделением совхоза «Летский».
С 1934 года в деревне работает ясли-сад. Первоначально он располагался в отдельных домах, а в 1956 году для него было построено специальное здание.
В 1959 в Черёмуховке жили 733 человек; в 1970—831 человек. 18 сентября 1984 деревня Черёмуховка стала центром нового сельсовета, в его состав вошли деревня Крысовка и посёлок Черёмуховский (Пожемаяг). В 1989 тут жили 1516 человек (621 мужчин, 895 женщин, коми); в 1990 году — 1482 человек; в 1992 году — 1481 человек; в 1995 году — 1446 человек в 422 хозяйствах.